# Marco Cornelio Nigrino
Marco Cornelio Nigrino Curiacio Materno  fue un político y militar romano y candidato al trono imperial nacido en Edeta (actual Liria, Valencia) en el año 40, que vivió en el siglo I, y desarrolló su cursus honorum bajo los reinados de Vespasiano, Tito, Domiciano, y Nerva. Fue cónsul sufecto en el año 83 junto con Sexto Carminio Vétere. Pertenecía a la tribu Galeria.

## Familia
La familia de Marco Cornelio Nigrino era de origen indígena, y recibió la ciudadanía romana probablemente durante el reinado del emperador Augusto, como parte de la promoción de su ciudad natal al estatus de Municipium Civium Romanorum. Este proceso formaba parte de las reformas que Augusto implementó en Hispania para consolidar el dominio romano en la región y fomentar la integración de las élites locales al sistema romano, a través de la concesión de la ciudadanía romana a varias ciudades.
El padre de Nigrino, también llamado Marco Cornelio Nigrino, se casó con Curiacia Materna, cuya familia podría haber tenido sus raíces en la Bética, una provincia de Hispania de origen itálico, en la zona sur de la península. Es posible que Curiacia Materna fuera hermana de Curiacio Materno, un orador romano conocido, cuya figura aparece en la obra de Tácito, Dialogus de oratoribus. Si esta hipótesis es correcta, Marco Cornelio Nigrino sería fruto de una alianza entre una familia indígena de la Tarraconense, la región norte de Hispania, y una familia romana itálica establecida en la Bética.
Esta conexión entre dos familias de diferentes orígenes —una de la Tarraconense y otra de la Bética— refleja el proceso de integración y de asimilación de las élites locales en la estructura social romana, que permitió a Nigrino ascender a importantes cargos políticos y militares dentro del Imperio Romano.
Es importante señalar que algunos estudiosos, como Ronald Syme, han sugerido que el nombre "Curiatius" en Nigrino podría ser el resultado de una adopción por parte de Curiacio Materno, lo que complicaría aún más las interpretaciones sobre su familia y linaje. Esto sería consistente con la práctica romana de la adopción de poliónimos, en la cual una persona adoptaba el nombre de su adoptante, reflejando tanto su ascendencia como su relación política.
Este trasfondo familiar, caracterizado por la unión de familias de distintas regiones y orígenes, probablemente jugó un papel importante en el ascenso de Nigrino dentro de la jerarquía política y militar romana, permitiéndole acceder a altos cargos como gobernador de varias provincias y cónsul sufecto.

## Cursus honorum

### Carrera ecuestre
La fortuna de Marco Cornelio Nigrino se basaba en la propiedad de una explotación minera y una fábrica de vidrio en Segóbriga (Saelices, Cuenca, España). Esta fortuna le permitió ingresar en el Ordo equester, lo que le permitió realizar una exitosa carrera en el servicio público romano. Tras una breve carrera como decurional en su municipio, fue nombrado tribuno militar de la Legio XIV Gemina Martia Victrix, destacada en Britania, y luego en la región del Danubio entre los años 63 y 69.

### Carrera senatorial
Después de su servicio en la frontera del Danubio, Nigrino fue beneficiado con la adlectio inter praetorios, un privilegio concedido por el emperador Vespasiano, que le permitió convertirse en senador del Senado romano. Tras esta distinción, fue nombrado legado de la Legio VIII Augusta en Argentorate (Estrasburgo) en Germania Superior, y luego gobernador de la provincia de Galia Aquitania.
Con una carrera militar consolidada, Nigrino regresó a Roma y, entre octubre y diciembre del año 83, fue nombrado cónsul sufecto. En el año 84, asumió el gobierno de Mesia, donde recibió las prestigiosos dona militaria por su activa participación en la Guerra Dacia de Domiciano. Entre 86 y 89, fue gobernador de Mesia inferior y comandante de la Legio V Macedonica.
Durante esta campaña, Nigrino se destacó por su valentía, y al finalizar la guerra, recibió varias condecoraciones, incluidas dos coronas vallari, dos coronas muralis, dos coronas aureas, dos coronas navalis, dos hastas puras y ocho estandartes. Con estas condecoraciones, Nigrino se convirtió en uno de los cinco senadores del Imperio romano que ostentó tan altas distinciones, siendo el segundo en recibirlas, después de Vespasiano y antes que Lucio Licinio Sura, Trajano y Gayo Aufidio Victorino.

### Gobernador de Siria y aspiraciones imperiales
Al final de su carrera, el emperador Domiciano situó a hombres de confianza al frente de las provincias más importantes. Entre 95 y 97, Nigrino fue nombrado gobernador de Siria, lo que aparece confirmado en una inscripción que Nigrino como legatus augusti pro praetore (gobernador imperial) en una fecha vinculada a la duodécima vez que Domiciano obtuvo la tribunicia potestas, lo que implica que fue designado alrededor del 10 de agosto del año 93.
Con una destacada carrera política y militar, Nigrino aspiró al trono imperial, compitiendo con Marco Ulpio Trajano, quien, finalmente, sería adoptado por Nerva y se convirtió en emperador. Cuando Nerva adoptó a Trajano en 97, Nigrino fue evaluado como un potencial rival para el trono, lo que resultó en su inmediata destitución como gobernador y en su reemplazo provisional por Aulo Larcio Prisco, un legado de la Legio IV Scythica, quien ocupó el cargo como pro legatus consularis pese a tener solamente rango pretorio. Esta situación se prolongó hasta la llegada de Cayo Ancio Aulo Julio Cuadrato en el año 100, quien asumió la gobernación definitiva de Siria.
A partir de este momento, no se conservan más registros de Nigrino. Su carrera, que había sido tan destacada, parece haber llegado a su fin, y no alcanzó el proconsulado de provincias importantes como África o Asia, aunque ya había superado el intervalo de tiempo necesario para estos cargos. Curiosamente, tanto la correspondencia de Plinio el Joven, como los relatos de Dion Casio sobre las Guerras Dácicas, no mencionan su nombre. Ninguna dedicatoria en Roma informó de sus logros ni dio cuenta de su brillante carrera política y militar, lo que sugiere que fue víctima de una posible damnatio memoriae,al ser condena a ser borrado de la memoria pública.

## Textos sobre Nigrino
La carrera de este ilustre edetano se conoce a través de algunas inscripciones fragmentarias, encontradas en su ciudad natal, Edeta (Liria). Debido a su destacada carrera militar y política, se podría haber esperado que existiera una cantidad considerable de documentación sobre él, lo que hace suponer que fue posiblemente víctima de una damnatio memoriae, es decir, una condena al olvido y la eliminación de su memoria pública, práctica común en la Antigua Roma para aquellos que caían en desgracia.
A pesar de la ausencia de más registros oficiales en Roma, la única fuente conocida son las inscripciones de Liria, lejos de la Urbe. Aún podría tratarse de un homenaje privado emanado de particulares, familia, amigos o conciudadanos, dado que no se ha encontrado dedicatoria oficial. Esto sugiere que Nigrino pudo haberse retirado a sus posesiones en Lauro-Edeta, donde probablemente pasó sus últimos días, justo con el cambio de siglo.
Sobre los textos conservados sobre Nigrino, se encuentran varias inscripciones en Liria, que arrojan detalles sobre su carrera:
- AE 1998, 788: Nig]rin[us

Nigrino

- CIL II 6013: M(arco) Cornelio / M(arci) f(ilio) G[al(eria)] Nigri/no Curiatio / Materno co(n)s(uli) / leg(ato) Aug(usti) pro pr(aetore) / provinc(iae) Moes(iae) / provinc(iae) Syriae

Marco Cornelio, hijo de Marco de la tribu Galeria, Nigrino Curiatio Materno, cónsul, legado augusto, propretor de la provincia de Moesia y de la provincia de Siria.

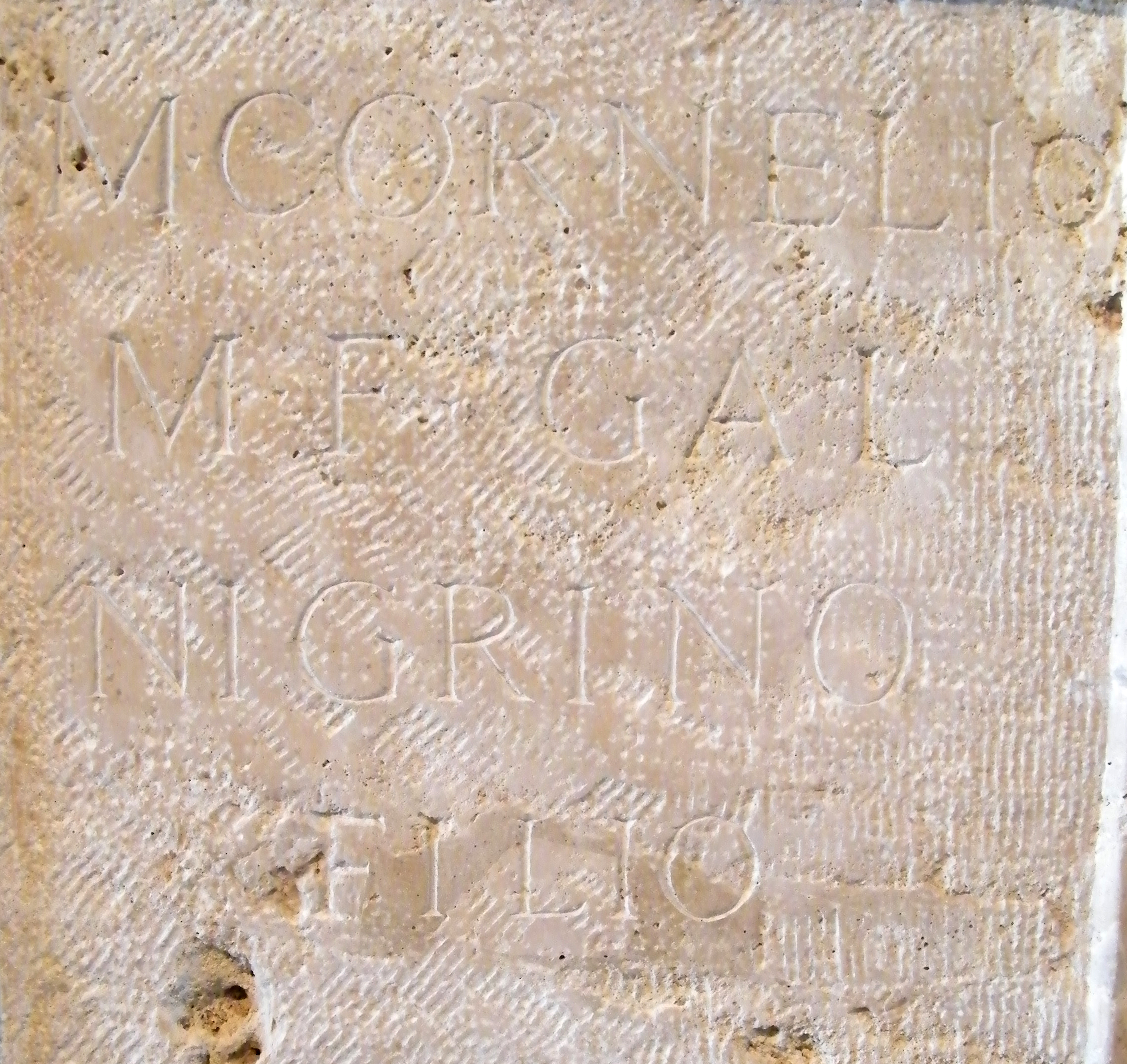
(arco) Cornelio / M(arci) f(ilio) Gal(eria) / Nigrino / filio

- CIL II2-14 128: M(arco) Cornelio / M(arci) f(ilio) Gal(eria) / Nigrino / filio[12][13]

Marco Cornelio, hijo de Marco de la tribu Galeria, hijo de Nigrino

- CIL II 3788: [M(arco) Cornelio] M(arci) f(ilio) Ga[l(eria) Nigrino] / [Curiatio Ma]terno co(n)[s(uli)] / [trib(uno) mi]l(itum) leg(ionis) XIIII ge[minae adlecto] / [inter praetorios a]b Imp(eratore) Caesar[e Vespasiano Aug(usto)] / e[t Tit]o Imp(eratore) Caesare A[u]g(usti) f(ilio) ab eis prae/libus emendandis leg(ato) Aug(usti) leg(ionis) VIII Au[gust(ae) leg(ato) Aug(usti) pro pr(aetore)] / provinc(iae) Aquitania leg(ato) pro pr(aetore) M[oesiae donato bello Da]/cico co[ro]nis mura[l]ibus duabus et [coronis vallaribus du]/abus e[t coro]nis classic[is] duabus et coro[nis aureis duabus hastis] / [puris octo vexillis oc]to leg(ato) Aug(usti) pro [pr(aetore) provinc(iae) Syriae][14][15]

Marco Cornelio, hijo de Marco de la tribu Galeria, Nigrino Curiatio Materno, cónsul, tribuno militar de la legión XIII Gemina, pretor con los emperadores Vespasiano y Tito, legado augusto de la legión VIII Augusta, propretor de la Provincia Aquitania, legado propretor de la provincia de Moesia, recibió por la guerra en la Dacia dos coronas murales y dos coronas vallares y dos coronas clásicas y dos coronas áureas y hasta ocho purae y ocho vexilias, legado augusto propretor de la provincia de Siria.

- CIL II 3783: M(arco) Cornelio M(arci) f(ilio) Gal(eria) / Nigrino Curiatio Ma/terno co(n)s(uli) leg(ato) Aug(usti) pr(o) / pr(aetore) provinc(iae) Moesiae / provinc(iae) Syriae

Marco Cornelio, hijo de Marco de la tribu Galeria, Nigrino Curiatio Materno, cónsul, legado augusto, propretor de la provincia de Moesia y de la provincia de Siria.